# Hidrografía de Chile

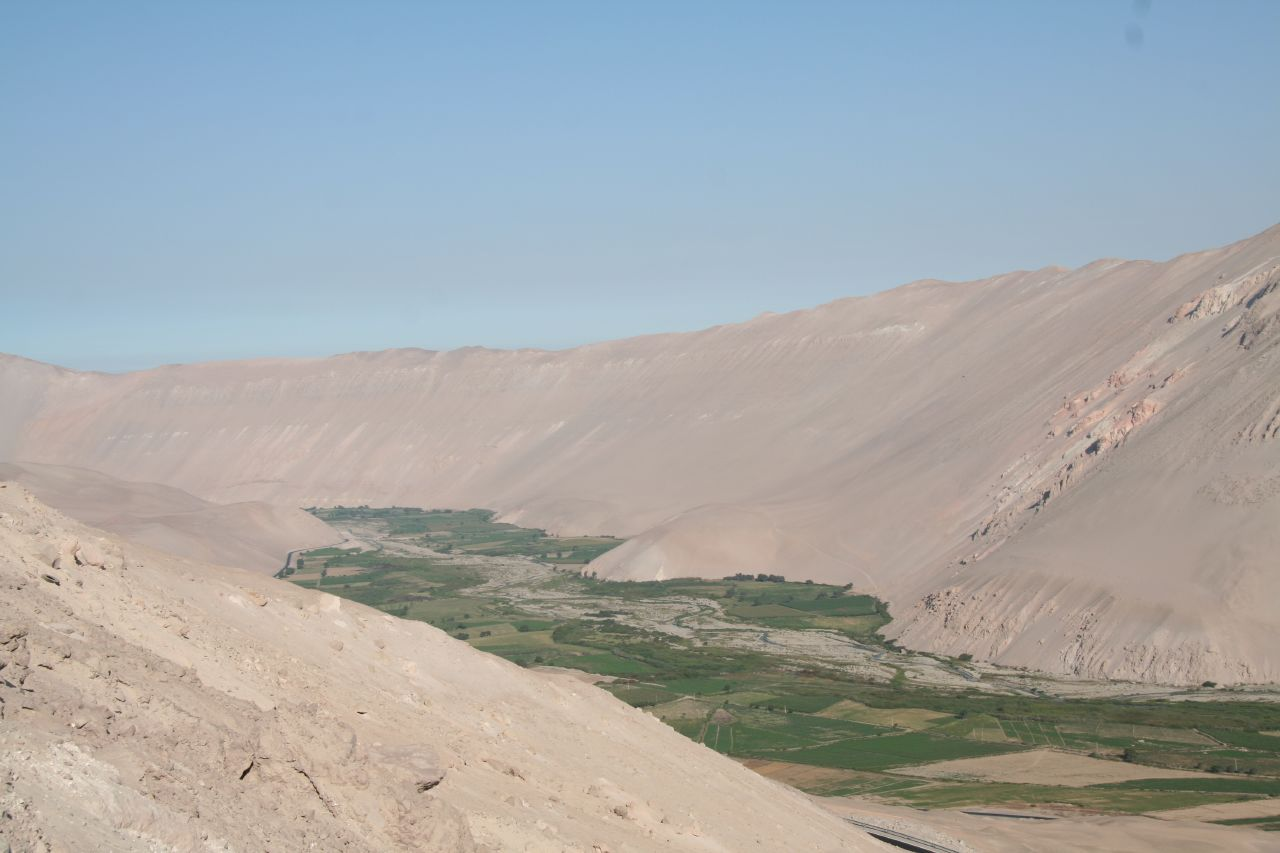
El Valle de Azapa hace uso de los escasos recursos hídricos de la zona norte de Chile.

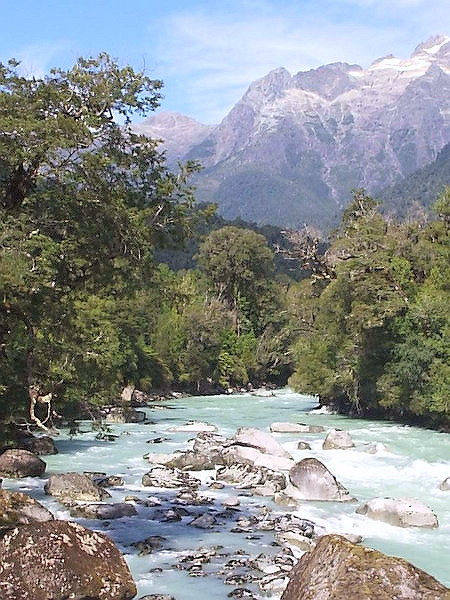
Río Blanco, en la Región de Aysén.

La hidrografía de Chile es la descripción y el estudio sistemático de los cuerpos de agua de Chile, especialmente de los recursos hídricos en tierra. Presenta características singulares según la región natural que se estudie. Estas condiciones se relacionan principalmente con factores como clima y relieve los cuales influyen en aspectos como régimen y caudal. Debido a su particular forma, la hidrografía del país cubre los más diferentes ecosistemas y zonas climáticas, que en una visión sinóptica se divide en cuatro zonas: Sistema Hidrográfico Pacífico Seco, cuencas altiplánicas, Sistema Hidrográfico Chile Central y Sistema Hidrográfico Pacífico Sur, de acuerdo a las características de la zona.

## Vertientes y cuencas hidrográficas

Principales sistemas hidrográficos en América Latina y el Caribe. En América del Sur, la mayor parte del área desagua hacia el Atlántico.

De acuerdo a una partición de zonas climáticas presentada por CEPAL para toda América de Sur, la hidrografía chilena puede ser dividida en cuatro zonas.: 17 

### Sistema Hidrográfico Pacífico Seco
Esta zona de 290 578 km² (kilómetros cuadrados) comprende las áreas del Norte Grande y el Norte Chico de Chile, es decir, desde el paralelo 18°S hasta la cuenca del río Limarí (31°S) y que limita al este con la divisoria de las aguas de la cordillera de los Andes. Comprende las zonas desérticas de la costa y posee valles transversales con ríos de poco caudal y corto recorrido, pero que en algunos veranos conducen grandes masas de agua que provienen de las lluvias en el altiplano.

### Cuencas altiplánicas
Un área de 10 459 km² en el altiplano chileno, forma una zona separada de la del Pacífico seco. Está conformada por cuencas endorreicas chilenas o las partes chilenas de las cuencas del sistema endorreico Titicaca-Desaguadero-Poopó-Salar de Coipasa, que abarcan zonas bolivianas, chilenas y peruanas.

### Sistema Hidrográfico Chile Central
Esta zona de 133 997 km² va desde el paralelo 31°S y el 37°S, es decir, desde la cuenca del río Choapa hasta la del Biobío con la divisoria de las aguas por la parte oriental. Tiene ríos de alta pendiente y corto recorrido, pero que, en general, llegan hasta el mar. Su clima es de alta montaña en la cordillera y más templado en la costa, por el efecto regulador de las masas de agua del Pacífico. En el valle longitudinal es más seco en el norte y más templado en el sur.
Caso especial Islas del Pacífico
Las islas del Pacífico se incluyen en la cuenca 056.

### Sistema Hidrográfico Pacífico Sur
La parte chilena de esta partición, abarca 376 051 km², va desde la cuenca del río Imperial hasta el cabo de Hornos (37,5°S hasta 56,5°S) y desde la divisoria de las aguas, en la mayoría de las cuencas, hasta el Pacífico.
En esta zona Chile y Argentina comparten cuencas hidrográficas que se extienden a ambos lados de la frontera y que, según el caso, desaguan en el Atlántico o en el Pacífico.

## Cuencas compartidas
Chile comparte un total de 58 cuencas con los países vecinos: con Perú, 3; con Bolivia, 7; con Perú y Bolivia, 7; con Argentina y Bolivia, 1; y con Argentina, 40.

## Cuencas hidrográficas
Con el objeto de mejorar la gestión de los recursos hídricos, el estado chileno, por medio de la Dirección General de Aguas (DGA) del Ministerio de Obras Públicas, ha dividido el territorio de la república en 101 «cuencas». En la mayoría de los casos, corresponden a la definición natural de una cuenca hidrográfica. En otros casos, son conjuntos de cuencas hidrográficas (naturales) que se consideran como una sola para fines de estudio o administración. Esto ocurre en islas, archipiélagos, o pequeñas zonas con varias cuencas naturales costeras.

## Precipitaciones

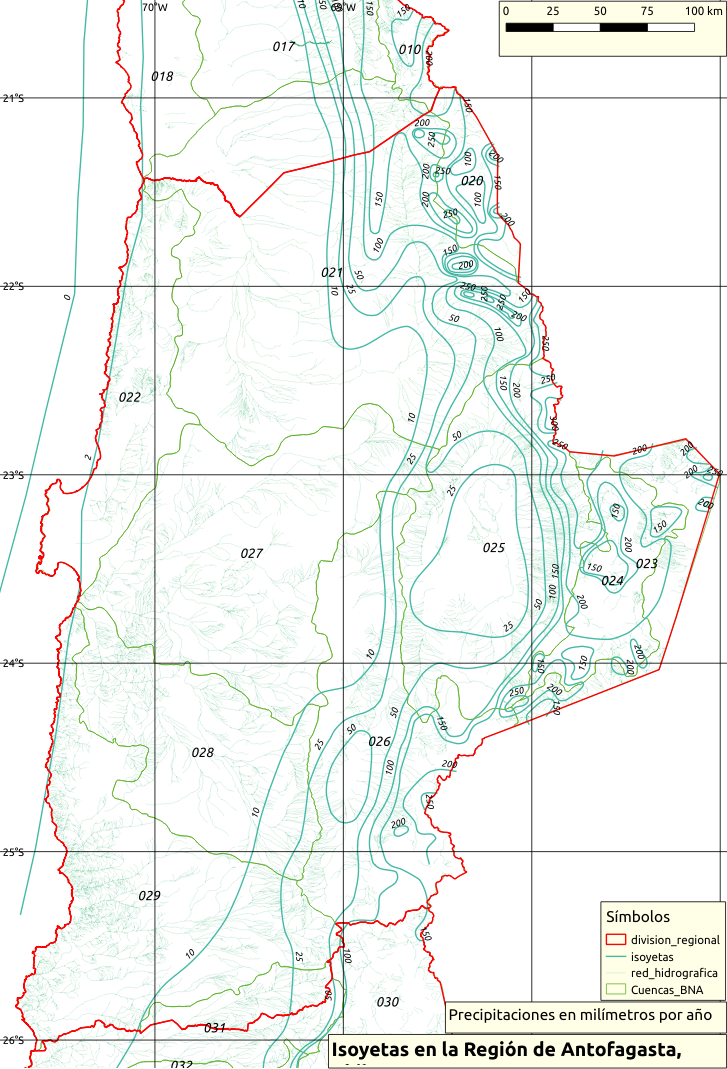
La imagen muestra para la Región de Antofagasta, las isoyetas, la red de drenaje y los límites de las cuencas hidrográficas. Nótese la coincidencia entre las formas de las isoyetas y el Salar de Atacama y el salar Punta Negra. La cuenca del río Loa es la número 021. En la costa caen 2 mm (milímetros) y, al límite de la cordillera, 10 mm. Ambas isoyetas son casi paralelas.

El régimen de precipitaciones está sujeto a variaciones temporales y espaciales. A lo largo del año, se aprecian climas diferentes en verano y en invierno. En la latitud 25,5°S, se observa un mínimo de precipitaciones, tanto en la costa, con 0,0 mm/a (milímetros por año), como en la cordillera, con 100 mm/a. Por el contrario, se observa un máximo de 7000 mm anuales en el sector costero del paralelo 47°S.: 20 
Sistema Hidrográfico Pacífico Seco
Esta zona recibe escasas precipitaciones. En el litoral, recibe la Camanchaca; en el interior prácticamente no llueve y, por sobre los 3000 m s. n. m. (metros sobre el nivel del mar), el recalentamiento estival de la montaña favorece las lluvias del invierno altiplánico.
Sistema Hidrográfico Chile Central
Entre los meses de mayo y agosto, ocurren la mayoría de las precipitaciones, de volumen creciente hacia el sur.
Sistema Hidrográfico Pacífico Sur
Esta parte del país presenta lluvias durante todo el año, con un máximo entre mayo y julio.

## Evaporación
En su informe, Ernesto Brown y Juan Saldivia sostienen que:: 20 

Con respecto a la evaporación potencial, ésta se ha medido a través de 139 estaciones evaporimétricas, durante un período de registro contemporáneo al de precipitaciones. La distribución espacial de la evaporación potencial está determinada principalmente por la temperatura, llegando a valores del orden de 3000 mm/año en el Desierto de Atacama, en el norte del país, y descendiendo hacia el sur hasta alcanzar los 650 mm/año en Punta Arenas, sobre el Estrecho de Magallanes, existiendo altibajos debido a situaciones locales.

## Escurrimientos
En el Sistema Hidrográfico Pacífico Seco, las isolíneas de evotranspiración coinciden con las isoyetas (lugares con igual precipitación) en la costa y en el interior. Solo en la cordillera, por sobre los 4000 m s. n. m. (metros sobre el nivel del mar), existe un excedente de lluvia, por sobre la evotranspiración, de 150 a 250 mm (milímetros) por año. Hacia el sur, en el altiplano, el máximo de precipitaciones alcanza 500 mm, y la evotranspiración solo 300 mm por año.
De acuerdo con las características del escurrimiento superficial en el país, se puede señalar que existen tres situaciones distintas según el destino de las aguas:
- Áreas arreicas. Localizadas en la zona norte del país, se asocian con cuencas que carecen de cursos de agua superficiales, o bien son esporádicos. En este caso, los drenes son absorbidos por las grandes extensiones desérticas.
- Áreas endorreicas. También localizadas en la sección septentrional de Chile, preferentemente entre la primera y segunda región, en este tipo territorios la característica fundamental es la permanencia del escurrimiento al interior de la cuenca, sin tener la posibilidad de llegar al mar. Se trata de escurrimientos esporádicos que, en vez de salir de la cuenca, se almacenan en un receptáculo central, tal como un salar o una laguna. Ejemplos de hoyas relacionadas con esta condición son el lago Chungará y el salar de Atacama.
- Áreas exorreicas. Asociadas con el tipo de drenaje más difundido en el país, se presentan en gran parte del territorio nacional. En este caso, las cuencas reciben los aportes de las precipitaciones, evacuando las aguas hacia el mar. Existen muchos ejemplos de cuencas asociadas con estas condiciones, como el río Loa, el río Maipo, el río Maule, y el río Palena.

## Régimen de alimentación
A pesar de lo anterior, en muchos casos, esta clasificación no resulta suficiente para caracterizar la hidrografía nacional. También resulta apropiado describir la conducta de los caudales según el tipo de régimen de alimentación.
Se entiende por régimen fluvial el origen de las aguas que lleva. Los del norte tienen régimen nivoso, es decir son producto del derretimiento de las nieves, los del centro mixto y los del sur francamente pluvial, es decir, del flujo superficial de agua producido por las lluvias.: 13 
En el norte grande (Regiones de Arica y Parinacota, Tarapacá y Antofagasta ), donde imperan condiciones de sequedad absoluta, con fuertes oscilaciones térmicas diarias, las lluvias altiplánicas determinan la variabilidad en la conducta de los caudales, es decir, su régimen es pluvial. Tan difíciles son las condiciones para los sistemas fluviales que solo existe un dren que escurre durante todo el año: el río Loa.
En el norte chico (Regiones de Atacama y Coquimbo), las precipitaciones irregulares unidas a las condiciones semiáridas del clima provocan un tipo de alimentación fluvial mixto, en el cual existe un influjo de las precipitaciones sólidas caídas en la cordillera, en unión con las lluvias que caen durante el transcurso del año. En esta región natural existen abundantes acuíferos, o reservas subterráneas de agua que permiten la subsistencia de la agricultura, y de las diferentes actividades y asentamientos humanos.
En el valle central, a partir del Aconcagua, y hasta el canal de Chacao, se observa un tipo de alimentación fluvial, de régimen mixto, la cual es posible de escindir en dos secciones diferentes:
Primera zona. Desde el Aconcagua hasta el río Imperial. Cursos torrentosos de régimen mixto permanente, que significa una alimentación por parte de las lluvias y de los deshielos. Sus períodos de mayor caudal se presentan dos veces al año. Una primera gran crecida en el período de concentración de las lluvias (junio-julio), y una segunda crecida en la etapa de los deshielos de primavera.
Segunda zona. Comprende desde el Imperial hasta el Canal del Chacao. Son drenes de tipo tranquilos, regulados por los numerosos lagos existentes en el área de estudio.
En el extenso sur del país, a partir del seno de Reloncaví se produce otra zonificación, en la cual la exposición de las vertientes de la Cordillera de los Andes acentúa las manifestaciones que sobre los caudales produce la distribución de las precipitaciones.
Por un lado se encuentra la hidrografía de los archipiélagos, en la ladera occidental de la cordillera, que expone escurrimientos cortos, caudalosos, surgidos por deshielos y altamente influidos por violentas crecidas provocadas por las intensas precipitaciones que se registran.
En tanto, en la vertiente oriental de la Cordillera de los Andes, la disminución de los montos de precipitaciones producen drenes más tranquilos, con nacimientos en sectores más bajos de la cordillera andina y caudales de menor envergadura.
| Los diez ríos más largos de Chile |               |
| Nombre                            | Longitud (km) |
| Loa                               | 440           |
| Biobío                            | 380           |
| Baker                             | 370           |
| Copiapó-Jorquera                  | 292           |
| Maipo                             | 250           |
| Yelcho-Futaleufú                  | 246           |
| Maule                             | 240           |
| Palena                            | 240           |
| Toltén                            | 231           |
| Huasco-El Carmen                  | 230           |

## Longitud de los ríos
Debido a las características del territorio, Chile está generalmente cruzado por diversos ríos de corta longitud, torrentosos y de escaso caudal, que discurren comúnmente desde la cordillera de los Andes hacia el océano Pacífico en sentido este-oeste.
A causa del desierto, en la zona del Norte Grande solo existen cortas quebradas de carácter endorreico y el río Loa, el más largo del país con 440 km (kilómetros). En la zona del altiplano, se encuentran las zonas de los bofedales que originan el lago Chungará, ubicado a 4500 m s. n. m. (metros sobre el nivel del mar), y los ríos Lauca, compartido con Bolivia, y Lluta.
A partir del centro-norte del país, se inicia la zona exorreica, pues aumenta el número de ríos que forman valles de importancia agrícola, destacándose el Elqui con 75 km de longitud, el Aconcagua con 142 km, el Maipo con 250 km y su afluente, el Mapocho con 110 km, y el Maule con 240 km. Sus caudales proceden principalmente de los deshielos cordilleranos en el verano y de las lluvias durante el invierno. Los lagos de importancia de esta zona son el artificial Rapel, el Colbún, y las lagunas del Maule y de La Laja.
Hacia el sur, el río Biobío fluye a lo largo de 380 km, recorriendo un centenar de poblados junto a sus múltiples afluentes y alimentando importantes centrales hidroeléctricas que abastecen a gran parte de la población del país. Otros ríos de importancia son el Imperial-Cautín, con 230 km de longitud, y el Toltén, con 231 km, donde desagua el lago Villarrica, el primero de los diversos lagos cordilleranos que existen en las regiones de La Araucanía, Los Ríos y Los Lagos. También son importantes el sistema de los Siete Lagos, el Ranco, el Puyehue, el Rupanco, el Todos los Santos y el Llanquihue, el segundo mayor lago del país, con 860 km² (kilómetros cuadrados).
En la zona patagónica los ríos son de menor envergadura pero de un fuerte caudal, como el Yelcho-Futaleufú, el Palena, con 240 km de longitud, el Baker, el más caudaloso del país, con 370 km, y el Pascua, con 62 km. Salvo el lago Presidente Ríos y la laguna San Rafael, los lagos se encuentran junto al límite internacional, por lo que son compartidos con Argentina el General Carrera, el mayor del país, con 978,12 km² en territorio chileno; el Cochrane, el Dickson, el O'Higgins, el más profundo de América y el quinto del mundo con 836 m (metros); el Palena y el Fagnano, en la isla Grande de Tierra del Fuego.

## Disponibilidad hídrica

### Disponibilidad de recursos hídricos superficiales
El caudal de un río varía de acuerdo a los factores geológicos, al uso de sus aguas y a las variaciones en su alimentación. La variación es tanto en el trayecto como en el tiempo. Existen diferentes maneras de representar el caudal de los ríos como los esquemas unifilares, los hidrogramas, las curvas de variación estacional.

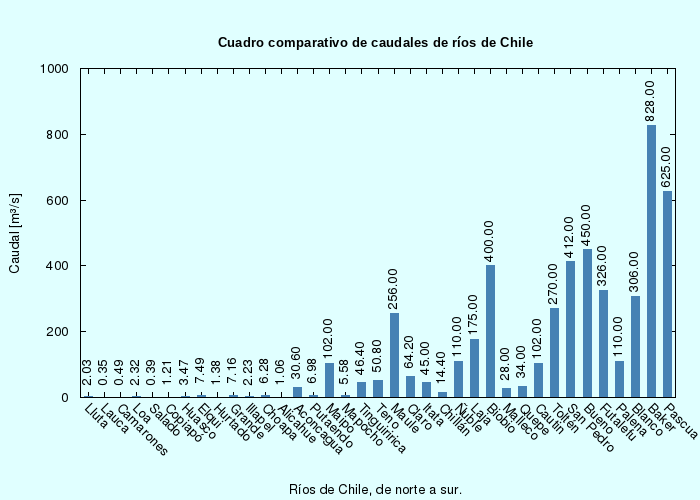
Cuadro comparativo de caudales de ríos de Chile.

El diagrama anterior muestra el caudal en metros cúbicos por segundo (m³/s) que alcanza o supera el caudal del río en por lo menos el 50 % de las veces en que se efectuó la medición. Ese caudal en cifras está dado en letras grises sobre la barra vertical, cuya longitud indica la magnitud del caudal.
Se observa una gran diferencia entre el orden de magnitud de los ríos septentrionales y los australes. Sin embargo, la importancia de los ríos parece ser inversa a la disponibilidad de agua de las regiones: mientras menos agua más importantes son las fuentes.
Las curvas de variación estacional permiten prever diferentes escenarios con ayuda de las mediciones. Para usos permanentes como riego o generación de energía se considera el caudal del 80 % de los años. Para otros casos como construcción de gaviones o pilotes para puentes se debe considerar caudales extraordinarios que ocurren solo pocas veces, por ejemplo, 5 %.

### Disponibilidad de recursos hídricos subterráneos
Además del escurrimiento superficial de las aguas, el país dispone de capas de aguas subterráneas, acuíferos, en niveles poco profundos. Se distinguen tres provincias hidrogeológicas: altiplánica, andina vertiente Pacífico (Norte Grande, Valles Transversales, Zona de los Canales, y Pampa Magallánica) y cuencas costeras (provenientes de la Cordillera de la Costa).: 24 
Tal como los ríos, los recursos subterráneos se alimentan de corrientes subterráneas que provienen de infiltraciones de precipitaciones, de ríos, de riego a través de canales, desde embalses, etc., y flujos propios del agua subterránea. Su disponibilidad se mide a través del flujo en metros cúbicos por segundo (m³/s), pero también a través del volumen de agua almacenada en metros cúbicos (m³).
La siguiente lista muestra la magnitud de las corrientes y volúmenes almacenados, en cuanto se tiene conocimiento:
- Cuenca Altiplánica: no se ha podido medir el flujo de recarga, pero se sabe que existen.
- Provincia andina vertiente Pacífico:
  - Subprovincia Norte Grande:
    - Pampa del Tamarugal: 1,0 m³/s.
    - Cuenca del río Loa: 1,28 m³/s.
    - Salar de Atacama: 0,25 m³/s y 1,9 m³/s procedentes de riego y del Río San Pedro.

  - Subprovincia Valles Transversales:
    - Cuenca del río Copiapó: 2,25 m³/s.
    - Cuenca del río Elqui: 0,24 m³/s con un total de 134 m³.
    - Cuenca del río Limarí: suma en total 62 millones de metros cúbicos de agua.

  - Subprovincia Central-Sur:
    - Cuenca del río Aconcagua: 21,2 millones de metros cúbicos.
    - Cuenca del río Maipo: tiene múltiples caudales, el más destacado es el de 5,578 m³/s que aflora al surponiente de Santiago.
    - Cuenca del río Rapel: tiene múltiples corrientes, la más significativa es la de 1,6 m³/s.
    - Cuenca del río Mataquito: tiene múltiples corrientes, en particular en las secciones del río Teno y río Lontué, de 3,55 m³/s y 8,2 m³/s, respectivamente.
    - Cuenca del río Maule: se calcula que ingresan unos 4,078 m³/s.

  - Subprovincia Zona de los Canales:
    - Península Brunswick: flujos de 4,5 m³/s y 2,2 m³/s, con un 50 % y un 80 % de probabilidad de excedencia, respectivamente.

  - Subprovincia Pampa Magallánica:
    - Isla de Tierra del Fuego: se calculan corrientes de 4,9 m³/s (al oriente) y 1,6 m³/s (al poniente), ambas con un 50 % de probabilidad de excedencia.
- Provincia de cuencas costeras:
  - Cuencas costeras entre los ríos Biobío y Carampangue: se estiman flujos de 3,1 m³/s.
  - Cuencas costeras entre Río Aconcagua y Maipo: se estima en 0,76 m³/s el flujo bajo el Estero Casablanca.

Las corrientes subterráneas son a veces sobreexplotadas o a veces se deteriora su calidad debido a intrusión salina por efecto del bombeo.

### Calidad del agua
| Nombre de cuenca                                                         | DB05 [ton/mes] | Sól. suspendidas [ton/mes] | Col Fecales (x 10 1 /coll/) |
| ------------------------------------------------------------------------ | -------------- | -------------------------- | --------------------------- |
| Sistema hidrográfico Pacífico Seco                                       |                |                            |                             |
| Río Salado                                                               | 43,1           | 66,3                       | 0,49                        |
| Categoría:Cuencas costeras entre Ríos Salado y Copiapó                   | 273,8          | 306,4                      | 0,06                        |
| Río Copiapó                                                              | 127,4          | 8,4                        | 1,30                        |
| Río Huasco                                                               | 68,2           | 3,3                        | 0,20                        |
| Río Elqui                                                                | 83,0           | 40,6                       | 0,30                        |
| Cuencas costeras entre Ríos Elqui y Limarí                               | 200,5          | -                          | 1,50                        |
| Río Limarí                                                               | 99,4           | 54,1                       | 1,48                        |
| Sistema hidrográfico Chile Central                                       |                |                            |                             |
| Río Choapa                                                               | 33,9           | 16,4                       | 0,50                        |
| Río La Ligua                                                             | 21,6           | -                          | 0,05                        |
| Categoría:Cuenca costeras La Ligua - Aconcagua (053)                     | 405,9          | 92,6                       | 2,90                        |
| Río Aconcagua                                                            | 2.018,0        | 1.151,9                    | 6,15                        |
| Categoría:Cuencas costeras entre Aconcagua y Maipo (055)                 | 1.552,3        | 369,9                      | 4,01                        |
| Río Maipo                                                                | 4.239,5        | 2.488,6                    | 1,50                        |
| Río Rapel                                                                | 471,2          | 89,4                       | 10,16                       |
| Río Mataquito                                                            | 188,6          | 57,7                       | 1,23                        |
| Río Maule                                                                | 1.284,3        | 1.140,5                    | 2,90                        |
| Río Itata                                                                | 1.022,7        | 807,6                      | 0,58                        |
| Categoría:Cuencas costeras e islas entre ríos Itata y Biobío (082)       | 1.696,3        | 908,4                      | -                           |
| Río Biobío                                                               | 2.237,3        | 2.157,0                    | 0,24                        |
| Categoría:Cuencas costeras e islas entre Ríos Biobío y Carampangue (084) | 1.415,5        | 1.214,5                    | -                           |
| Río Carampangue                                                          | 1.207,9        | 696,8                      | 0,03                        |
| Sistema hidrográfico Pacífico sur                                        |                |                            |                             |
| Río Imperial                                                             | 346,1          | 7,0                        | 1,10                        |
| Río Toltén                                                               | 40,1           | 2,9                        | 0,14                        |
| Río Valdivia                                                             | 154,4          | 42,5                       | 8,90                        |
| Río Bueno                                                                | 512,8          | 485,9                      | 0,75                        |
| Categoría:Cuencas e islas entre Río Bueno y Río Puelo (104)              | 191,6          | 34,0                       | 1,37                        |
| Categoría:Cuencas costeras entre Río Puelo y Río Yelcho                  | 2,7            | -                          | 0,02                        |
| Río Aysén                                                                | 45,6           | 1,7                        | 0,37                        |
| Península e Isla entre Fiordo Peel y Estero Sarmiento hasta Golfo A.M.   | 19,1           | 8,1                        | -                           |
| Península entre Seno Otway y Estrecho de Magallanes                      | 219,2          | 43,5                       | 0,47                        |
| Categoría:Cuencas de Tierra del Fuego (128)                              | 13,2           | 6,3                        | -                           |

La calidad del agua disponible en Chile está condicionada por varios factores:
1. La aridez de amplios sectores del norte chileno, que eleva los niveles de salinidad.
2. El corto recorrido de los ríos que impide la acumulación de contaminantes.
3. Las concentración de las actividades humanas en ciertas regiones.
4. La importancia de las actividades mineras, agrícolas y forestales en la economía chilena.

### Redes de monitoreo hidrometeorológico e hidrológico

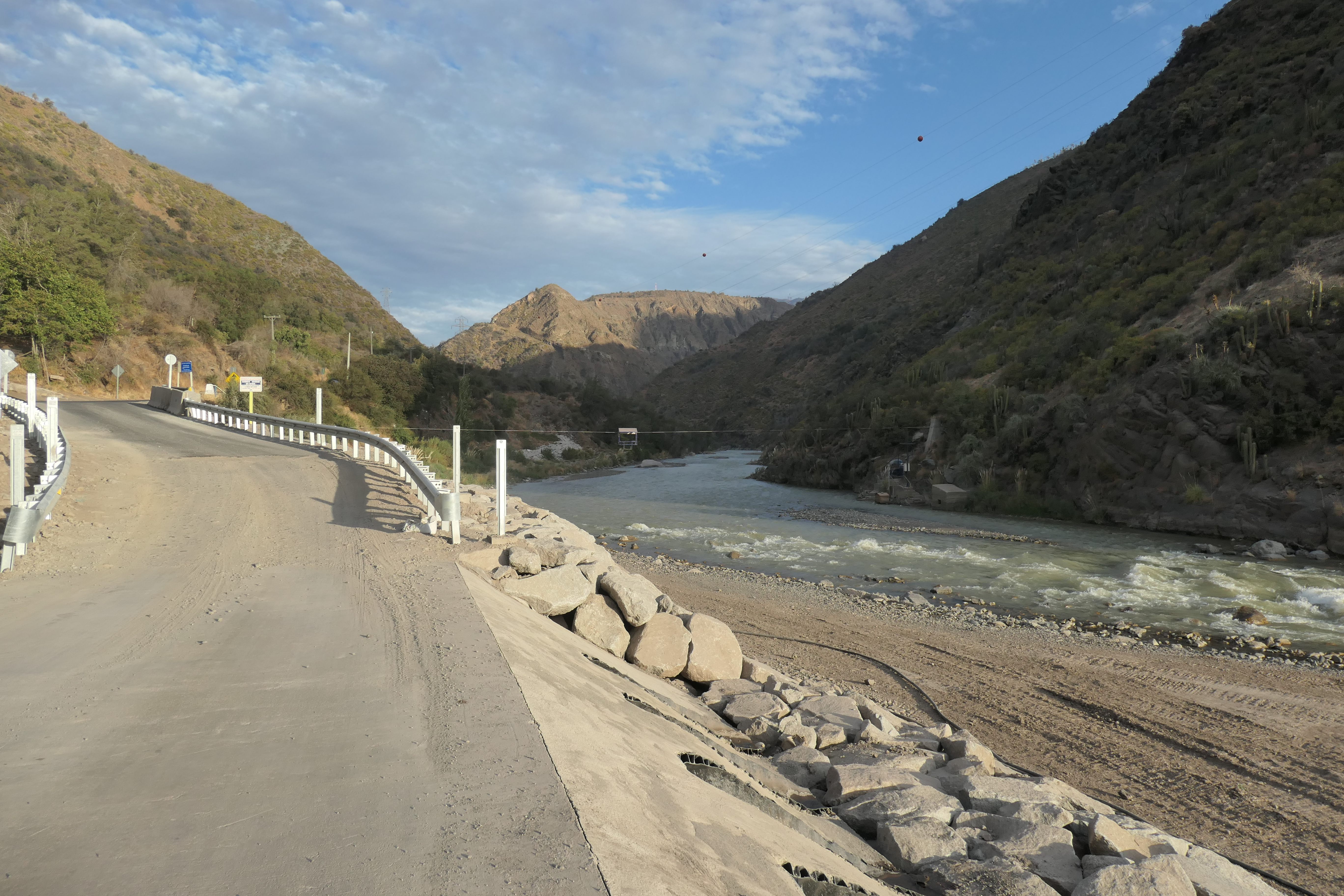
Estación fluviométrica San Alfonso del río Maipo. La estación posee un andarivel para el cruce del río (centro de la foto). Al lado derecho del río (izquierdo de la foto) se aprecia un puente provisorio sobre tubos para vehículos de más de 30 toneladas que permite el paso sobre un afluente derecho del río principal.

En el año 1912 se realizaron en Chile las primeras mediciones de caudal con limnímetro y desde entonces se ha mejorado las estadísticas sobre la disponibilidad hídrica. El año 2000, la fuente cifró en cerca de 400 las estaciones limnigráficas y 500 las meteorológicas a lo largo del país, solo las administradas por la Dirección General de Aguas (DGA) del Ministerio de Obras Públicas.: 28 
Existen en la red diferentes fuentes en línea con informaciones referentes a los ríos de Chile. Las más importantes son:
- Catastro Nacional de Estaciones Meteorológicas (enlace roto disponible en Internet Archive; véase el historial, la primera versión y la última)., una lista de las estaciones meteorológicas y fluviométricas con sus nombres, latitud, longitud, mantenedor, etc. Es mantenida por la Dirección General de Aeronáutica Civil (Chile).
- Red nacional hidrometeorológica DGA que funciona en un servidor de arcgis.com, pero con apoyo de la Dirección General de Aguas para mostrar en el mapa la ubicación de las estaciones de observación meteorológicas y fluviométricas.
- Información Oficial Hidrometeorológica y de Calidad de Aguas en Línea, un servicio de la Dirección General de Aguas a través del Sistema Nacional de Información del Agua (SNIA) con informaciones sobre caudales mensuales y anuales de los ríos observados.
- Boletín Información Pluviométrica, Fluviométrica, Estado de Embalses y Aguas Subterráneas, mensual, del Ministerio de Obras Públicas de Chile.
- Explorador de Cuencas Hidrográficas (Camels) herramienta en línea que permite visualizar los datos de CAMELS-CL, que integra información física e hidro-meteorológica de cuencas de todo Chile. El explorador fue desarrollado el año 2018 por investigadores del Centro de Ciencia del Clima y la Resiliencia (CR)2.

## Uso y aprovechamiento de los recursos hídricos
Uso extractivo
- Agricultura: Embalses

Uso no extractivo
- Generación de energía eléctrica

## Balance y situaciones ambientales críticas y extremas

### Sequías
Las sequías que asolan las regiones tienen consecuencias nefastas para la economía, el bienestar de la población y la naturaleza.
- Baja en la productividad agrícola, forestal y ganadera, con consecuencias negativas para el comercio y la industria. Aumento del desempleo;
- Baja de la capacidad de producir de las centrales hidroeléctricas.
- Encarecimiento del tratamiento y provisión de agua potable.
- Más dificultades para la higiene y salud personal y pública;
- Deterioro o pérdida de espacios para recreación;
- Erosión de suelos, incendios forestales, degradación de la calidad del agua, desertificación y otras situaciones de degradación ambiental.
- Disminución de los caudales bajo los mínimos ecológicos, afectando gravemente a la flora y fauna.

### Inundaciones
La Oficina Nacional de Emergencia del Ministerio del Interior estima que entre 1974 y 1987 los daños anuales a causa de inundaciones ascienden a 31,4 personas fallecidas, 51 000 damnificados, 1400 viviendas destruidas, 51 ríos o canales desbordados, 53 puentes dañados y US$33 000 000 en pérdidas directas.
- Pérdidas de vidas humanas.
- Daños y destrucción de viviendas y enseres, paralización de la economía y del tránsito.
- Perjuicios a la agricultura con destrucción de cultivos, pérdidas de suelo, destrucción de viviendas e infraestructura, pérdida de animales y maquinarias.
- Destrucción de obras viales e inundación de caminos.

## Glaciares
En los Andes patagónicos, existen grandes masas de hielo conocidas como campos de hielo que ostentan récords en el hemisferio sur solo superados por el continente antártico: las mayores reservas de agua dulce y el más largo glaciar, el Pío XI (o Brüggen), uno de los muchos de la región.

## Humedales
A lo largo del país existen dieciséis humedales de importancia internacional, reconocidos como sitios Ramsar.

## Caudal ecológico
El caudal ecológico de un curso de agua esta definido por ley en Chile en el Código de Aguas como el 20% del caudal medio anual. Para casos excepcionales, en el mismo código se indica que el Presidente de la República tiene la atribución para definir un caudal ecológico distinto al recién señalado, no pudiendo sobrepasar el valor de 40% del caudal medio anual, de acuerdo a Ley 20.017, artículo 129 bis 1 Código de Aguas.

## Usos del agua en Chile

El agua es esencial para la vida de los seres vivos y tiene además otros usos por diferentes consumidores o usuarios. Su modo de uso ha cambiado con el proceso de industrialización que a veces la vuelve dañina para otros seres o inutilizable para su uso en otras faenas. La agricultura, que en el pasado la devolvía limpia por medio de la evaporación y escurrimiento, hoy la reintegra al ciclo con substancias químicas. 
Para aminorar los efectos de su uso como receptor de fecas, se han construido plantas de Tratamiento de aguas residuales.

## Nombres de los ríos en Chile
El nombre común utilizado para nombrar un curso natural de agua en Chile puede ser caja, cajón, chorrillo, río, quebrada, arroyo, estero, cañadón, riachuelo.: IV- 